# Daniel Cornel Marivate
Daniel Cornel Marivate (ou DC Marivate) est né le 18 février 1897 et mort le 30 octobre 1989,,. C'est un enseignant, un chef traditionnel, un chercheur en culture et membre du gouvernement de Gazankulu, et il est reconnu comme l'un des pionniers de la littérature en langue tsonga (publiée par Swiss Mission press en 1938 à Johannesburg). Marivate, qui étudie à Valdezia, consacre une grande partie de sa vie à promouvoir l'éducation en langue tsonga, y compris l'enseignement et la recherche culturelle, et il travaille pour préserver et enrichir le patrimoine de la langue tsonga jusqu'à sa mort en 1989.
L'école secondaire de DC Marivate à Soshanguve, en Afrique du Sud, est associée au quartier qui se trouve à Saulville, à Pretoria, et elle porte son nom.

## Biographie

### Jeunesse et formation 1904-1931
Marivate est né le huitième enfant de Cornel Maxangete Maringa et de Makhanani Annah Ximambana, et il naît à Valdezia en 1897. Il fréquente actuellement l'école primaire de Valdezia (fondée en 1888) avant de déménager à Louis Trichardt dans le Northern Transvaal (aujourd'hui la province de Limpopo) en 1904. Valdezia est une mission fondée en 1875 par les missionnaires de l'Église presbytérienne, et la vie dans cette mission est fortement influencée et orientée par la foi chrétienne. Marivate poursuit actuellement ses études à cette école jusqu'en 1908. Par la suite, il étudie la théologie, la menuiserie, l'agriculture et l'éducation des jeunes, sous la tutelle du révérend Paul Rosset, pendant son séjour à Valdezia entre 1909 et 1912.
Depuis son départ en 1912 jusqu'à la fin de 1915, Marivate poursuit ses études à l'Institut de Formation Lemana. Par la suite, il commence à enseigner dans une école primaire dans la région de Manabele, puis dans une petite école à Mambedi, près de Valdezia. Cette école connaît une croissance significative au fil des ans, et plusieurs enseignants talentueux se joignent à Marivate. Les élèves et les enseignants se mobilisent pour construire des salles de classe pour l'accueillir.
Les missionnaires et les responsables de l'école et de l'Église dans cette région s'assurent que la communauté de Valdezia soit guidée par la vie chrétienne, et ils veillent à collaborer avec les chefs traditionnels (ou les anciens). En 1915, Marivate, en tant qu'enseignant à l'école de Valdezia, ainsi qu'un autre enseignant, est ordonné dans l'église de la mission, lors d'une cérémonie qui se déroule tous les trois ans, en présence de la communauté et des fidèles. Cela renforce leur engagement envers la mission et les motive à poursuivre leur travail avec dévouement.
En 1924, Marivate quitte son poste d'enseignant pour poursuivre ses études à l'école de Lovedale, où il obtient un certificat d'enseignement en 1925. Par la suite, il est nommé directeur de l'école de Valdezia en 1926, et il y reste jusqu'en 1929. Marivate retourne ensuite à l'école de Lovedale, où il continue à approfondir ses connaissances pédagogiques. Pendant cette période, il se consacre également à l'étude de la musique à l'école de musique de Londres, où il obtient un diplôme en solfège entre 1930 et 1931.

### Rédacteur de 1931-1937
Marivate devient rédacteur en chef du périodique de l'église, The Valdezia Bulletin/Light (connu sous le nom de "The Light: Ku Vonakala ka Vatsonga") en collaboration avec E.A. Tlakula et A.E. Mpapele. Marivate utilise cette plateforme pour sensibiliser et éveiller la conscience du peuple tsonga, en mettant en avant des questions culturelles et politiques. Les premiers articles du périodique sont principalement rédigés en langue tsonga, encourageant ainsi les lecteurs à utiliser leur propre voix et à s'exprimer librement. Marivate continue de jouer un rôle actif au sein du périodique de l'école de Lemana, contribuant régulièrement à l'écriture et à la publication d'articles.
Le périodique a connu une expansion et une croissance significatives au cours des six années, de 1931 à 1937, et il était publié à la fois en anglais et en tsonga. Marivate a joué un rôle central en tant que rédacteur en chef et contributeur du périodique depuis sa création, jusqu'à ce qu'il soit finalement interrompu.

### Service aux scouts africains: 1934–1956
Marivate est invité à rejoindre l'Association des scouts africains et il est envoyé en formation au camp des Scouts de Gilwell Park, à Chingford, dans la région de Londres, en 1934. Pendant son séjour là-bas, il commence à organiser des camps de formation pour les scouts, ce qui conduit à la création de deux troupes de scouts. Plus tard, il est transféré de Landhani à Bridgewater, où il continue à développer ses compétences en matière de formation tout en travaillant au sein de la communauté locale. Marivate consacre également du temps à diriger des équipes de scouts à travers tout le pays, en rassemblant les scouts des régions de Venda, de la Suisse et de la Grande-Bretagne.
Cependant, en 1939, il est rappelé chez lui en raison du déclenchement de la Seconde Guerre mondiale. Son voyage de retour se fait par voie maritime à travers l'océan Atlantique, ce qui prend environ trois mois pour atteindre Le Cap, à la fin de l'année. En 1940, il est nommé commissaire des Scouts d'Afrique du Sud, chargé de superviser et de développer les mouvements des Boy Scouts of South Africa dans les différentes régions. Marivate s'engage pleinement dans cette mission, et il travaille avec dévouement jusqu'à sa retraite en 1959, lorsqu'il commence à se consacrer à l'enseignement.

### Théologie et Bible anglaise: 1956-1989
Marivate a été nommé étudiant du Révérend Malale, ainsi que de Joshua Marule et de Frank Hlaise. Il a commencé ses études pour devenir enseignant, mais il a rencontré des difficultés pour terminer sa formation, car son oncle Charley a commencé à lui enseigner la médecine traditionnelle à l'université de Natal. Après un certain temps, l'église de la Mission suisse lui a offert une bourse d'études pour devenir enseignant gratuitement. Il a été ordonné enseignant après cinq ans, en 1956. Par la suite, il a commencé à travailler à l'église de la Mission suisse à Atteridgeville (à Pretoria), où il a également contribué à la création de 29 nouvelles églises.
Marivate a été invité à rejoindre la Bible Society of South Africa en tant que membre du comité de traduction de la Bible en langue tsonga. Ce comité était dirigé par le Révérend Théophile Robert Schneider, qui a travaillé avec les Tsonga pendant près de 40 ans. Parmi les autres membres du comité figuraient le Révérend Elias F.C. Mashava de l'Église de la Mission suisse, Mukhacani Jackson Makhuvele, Manana Ann K Manyike et la Professeure Charlotte P.N. Nkondo. Le comité a terminé son travail en 1976, et la Bible a été publiée en 1989 sous le titre "BIBELE Mahungu Lamanene" (La Bible en langue Tsonga).

## Compositeur musical
Marivate a commencé sa carrière en tant que chanteur de musique traditionnelle tsonga et a enregistré des chansons populaires en tsonga et en venda. Cela a été une percée majeure pour lui à l'époque, et en 1931, la société d'enregistrement Singer Gramophone, dirigée par Eric Gallo, a invité Marivate et sa famille à se rendre à Landhani pour enregistrer des chansons en tsonga et en venda.